# Oleg Estis
Oleg Estis (geb. 1964 in Moskau; gest. 1999 in Pinneberg) war ein russischer Künstler und Karikaturist.

## Leben
Estis ist der Sohn des Künstlers Nikolai Estis (* 1937 in Moskau) und Bruder des Literaten Alexander Estis (* 1986 in Moskau). Er absolvierte eine Kunstschule sowie die Moskauer Staatliche Akademische Kunsthochschule.
Seit 1985 war er Mitglied des Russischen Künstlerverbandes. Er war Teilnehmer und Preisträger Moskauer, sowjetischer und internationaler Ausstellungen und Wettbewerbe.
Oleg Estis hat seine Karikaturen erstmals im Alter von 13 Jahren publiziert. Von da an waren seine Werke in russischen und ausländischen Veröffentlichungen vertreten. Vom Jahr 1977 an arbeitete er unter anderem für die Verlage «Detskaja Literatura» („Literatur für Kinder“) und «Malysch» („Kindlein“) in Moskau sowie „Satukustannus“ und „Karto“ in Finnland.
Seine Arbeiten wurden in den Zeitschriften Mursilka, Weselye Kartinki, Krokodil, Teatr und Zdorowje publiziert.
Es fanden ca. 30 Einzelausstellungen von Oleg Estis in Russland, Deutschland und anderen Ländern statt.
Werke des Künstlers befinden sich in privaten Sammlungen und im Museum der Modernen Kunst des Instituts für Jüdische Kultur, benannt nach Marc Chagall, in Brasilien sowie in der ständigen Exposition des Internationalen Museums für Humor in Gabrowo (Bulgarien).
Die letzten Lebensjahre verbrachte Oleg Estis in Pinneberg.

## Einzelausstellungen
- Galerie „Art Leonardo“, 1990, Finnland.
- Galerie „Cranach Haus“, 1992, Deutschland.
- Galerie Nystron, 1992, Finnland.
- Galerie „Windel“, 1993, Deutschland.
- Municipal Hall of Porto Alegre, 1993, Brasilien.
- Galerie „Valkoinen Huone“, 1993, Finnland.
- „Mary’s Gallery“, 1994, Moskau.
- Galerie „Mosaico“, 1994, Brasilien.
- Zentrales Haus des Künstlers, 1995, Moskau.
- Kulturzentrum „Ostoje“, 1996, Moskau.[2]

## Auszeichnungen
- 1988: erster Platz bei der internationalen Ausstellung „Krieg dem Krieg“ in Bulgarien.
- 1988: Preis des Jugendkomitees bei der 3. Interrepublikanischen Karikaturausstellung in Riga.
- 1989: dritter Platz bei der Karikaturausstellung „Literarischer Held“ in Moskau.
- 1991: Grand-Prix beim Internationalen Karikaturenwettbewerb in Belgien.
- 1991: erster Platz beim internationalen Wettbewerb „Musik“.
- 1993: erster Platz beim Internationalen Festival der Pressezeichnung in Brasilien.
- 1999: erster Platz beim Internationalen Karikaturenwettbewerb in Belgien.[2][1]